# 上枝村
上枝村（ほずえむら）は、岐阜県大野郡にあった村である。
現在の高山市の一部であり、平成の大合併以前の旧・高山市西部、北部に該当する。
村名は、かつて存在した郷（川上郷、三枝郷）から一文字ずつとった合成地名である。「ほずえ」とは、「穂末」【ほずえ：穂の先端。ほさき】に由来するという。

## 歴史
- 江戸時代末期、この地域は天領であった。
- 1871年（明治4年） - 廃藩置県により、飛騨国一円は筑摩県となる。
- 1875年（明治8年） - 牧ヶ洞村、三日町村、藤瀬村、福寄村、三ツ谷村、坂村、下本村、有巣村、二俣村、中野村、楢谷村、大原村、上小鳥村、夏厩村、二本木村、池本村、江黒村、大谷村、森茂村、前原村、赤保木村、上切村、中切村、下切村、下林村、山田村、下之切村、新宮村、八日町村が合併し、清見村となる。
- 1876年（明治9年）8月20日 - 筑摩県が分割され、旧飛騨国の地域は岐阜県に合併される。
- 1889年（明治22年）7月1日 - 清見村の一部[1]が分立し、上枝村となる。
- 1943年（昭和18年）4月1日 - 高山市に編入される[2]。

1932年に大野郡高山町との合併計画が持ち上がったが、幻となった。

## 教育
- 上枝国民学校（後の高山市立上枝小学校）
- 上枝国民学校中切分教場（現・高山市立三枝小学校）
- 上枝国民学校新宮分教場（現・高山市立新宮小学校）
- 岐阜県斐太実業学校（現・岐阜県立飛騨高山高等学校山田校舎）

## 交通機関
- 高山本線
  - 上枝駅